# Grass Ain’t Greener
«Grass Ain’t Greener» (рус. Трава не зеленеет) — сингл американского певца Криса Брауна из восьмого студийного альбома Heartbreak On The Moon, изданный 5 марта 2016 года.

## Предыстория и релиз
10 января 2016 года Браун анонсировал несколько невыпущенных песен в своих профилях Periscope и Instagram, показывая, что он танцует и синхронизирует эти песни, и «Grass Ain’t Greener» была одной из этих песен. 27 апреля Браун объявил о выпуске нового сингла 5 мая. 3 мая он объявил, что опубликованным синглом будет «Grass Ain’t Greener», демонстрирующий обложку альбома «Heartbreak On The Moon». Сингл был выпущен 5 мая 2016 года, в день 27-летия Брауна.

## Музыкальное видео
Крис Браун едет по пустынной дороге в темноте с нашими друзьями, и как начнут задразнить Криса, как он «всегда преследует девушек» и упоминают, что его бывший может быть там, куда они направляются. Затем парни наконец прибывают в туманный клуб с прохладными флуоресцентными лампами, где танцоры в нижнем белье лежат в обручах, свисающих с потолка. Крис оглядывается, пока в его голове вспыхивают вспышки его бывшей девушки. Девушка одета в одежду, похожую на племя, с дразнятыми волосами и белой краской на теле. Танцоры в конечном итоге становятся вампирами, и танцор кусает Криса в шею. Крис начинает преследовать девушку в чёрном бикини, и она похожа на ту же девушку, которая откусила его шею. Крис гуляет по лесу по обочине и нашёл какое-то ещё вампир.

## Чарты
| Чарты (2016)                          | Высшая позиция |
| ------------------------------------- | -------------- |
| Australia (ARIA)                      | 97             |
| Australia Urban (ARIA)                | 11             |
| Великобритания (OCC UK Singles)       | 100            |
| Великобритания (OCC UK Hip Hop/R&B)   | 31             |
| США (Billboard Hot 100)               | 71             |
| США (Billboard Hot R&B/Hip-Hop Songs) | 23             |
| США (Billboard R&B/Hip-Hop Airplay)   | 15             |
| США (Billboard Rhythmic)              | 40             |

## Релиз
| Регион            | Дата выпуска     | Лейблы    | Формат                |
| ----------------- | ---------------- | --------- | --------------------- |
| Весь мир          | 5 марта, 2016    | RCA       | Цифровая дистрибуция  |
| Соединённые Штаты | 21 июня, 2016    | RCA       | Ритмичный современник |
| Великобритания    | 30 декабря, 2018 | Sony, RCA | Цифровая дистрибуция  |